# هنري هوبارد
هنري هوبارد (بالإنجليزية: Henry Hubbard)‏ (و. 1784 – 1857 م) هو سياسي، وقاض، ومحام من الولايات المتحدة الأمريكية ولد في تشارلستاون.
تولى منصب عضو مجلس الشيوخ الأمريكي .وهو عضو في الحزب الديمقراطي الأمريكي .

## التعليم
تعلم في دارتموث.